# Jüdischer Friedhof (Frýdek-Místek)
Koordinaten: 49° 40′ 41,5″ N, 18° 22′ 2,5″ O

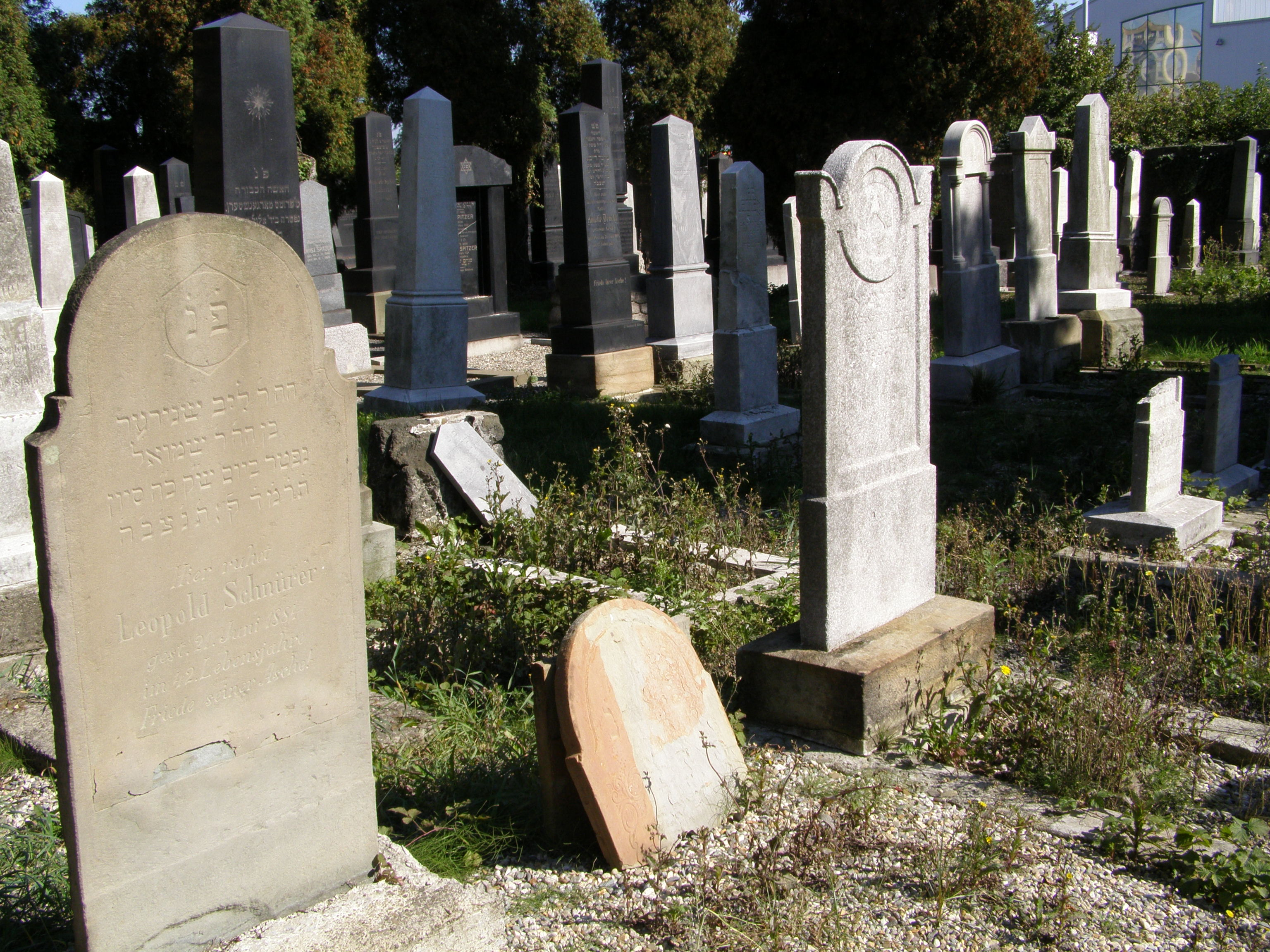
Jüdischer Friedhof in Frýdek-Místek

Der Jüdische Friedhof Frýdek-Místek ist ein jüdischer Friedhof in der tschechischen Stadt Frýdek-Místek (deutsch Friedeck-Mistek, auch Friedek-Mistek) im Okres Frýdek-Místek in der Region Moravskoslezský kraj.
Jüdische Familien siedelten sich ab der Mitte des 19. Jahrhunderts an. Im Jahre 1882 wurde in Frýdek der Friedhof angelegt. Der Trauersaal hat klassizistische architektonische Elemente. Die letzten Begräbnisse fanden Anfang der 1950er Jahre statt. In den Folgejahren kam es zu Beschädigungen, einige Grabsteine wurden entfernt. Das Friedhofsgebäude wird heute als Gebetsaal durch die Siebenten-Tags-Adventisten benutzt.